# التفسير الموضوعي (تفسير)
التفسير الموضوعي علم يتناول القضايا حسب المقاصد القرآنية من خلال سورة أو أكثر أو هو منهج من مناهج أو أسلوب من أساليب علم التفسير إلى جانب التفسير التحليلي والتفسير الإجمالي والتفسير المقارن. إذا كان التفسير التحليلي يأخذ كل آية أو مجموعة آيات على حدة، فيذكر ما يتعلق بها من الناحية اللغوية والعقائدية والفقهية والكلامية إلى جانب ما يتعلق بها من ناحية مباحث علوم القرآن الأخرى، فإن التفسير الموضوعي هو أفراد الآيات القرآنية التي تعالج موضوعا واحدا وهدفا واحدا، بالدراسة والتفصيل، بعد ضم بعضها إلى بعض، مهما تنوعت ألفاظها، وتعددت مواطنها - دراسة متكاملة. فالتفسير الموضوعي إذن هو التناول لجانب واحد من جوانب القرآن الكريم بالبحث والدراسة بالنظر إلى الأبواب، كدراسة: الإيمان والكفر والنفاق في القرآن، الأخلاق في القرآن، الربا في القرآن، وغيرها من المواضيع. وللتفسير الموضوعي أشكال ثلاثة: التفسير الموضوعي للمصطلح القرآني، وللموضوع القرآني، وللسورة القرآنية.

## نشأة التفسير الموضوعي
- لم يظهر مصطلح «التفسير الموضوعي» إلا في القرن الرابع عشر الهجري إلا أن لبنات هذا اللون من التفسير وعناصره الأولى كانت موجودة منذ عصر التنزيل في حياة رسول الله [7][8]
- كانت مادة (التفسير الموضوعي) تدرس في الأزهر في الستينات من القرن الماضي، في كلية أصول الدين عام 1966م على يد الشيخ أحمد الكومي رحمه الله تعالى، وهو أول من كتب مذكرة لطلابه سماها (التفسير الموضوعي) وطبعت في كتيب في السبعينات مع تلميذه محمد القاسم.[9]
- وبما أن التفسير الموضوعي ظهر حديثا؛ لذا لم يتكلم المفسرون السابقون عن قواعده وخطواته وألوانه، ولكن العلماء والباحثين المعاصرين أقبلوا عليه يدرسونه ويقصدونه ويتحدثون عن قواعده وأسسه وكيفيته.
- فظهرت مؤلفات كثيرة في هذا المجال ومنها كتاب «الأشباه والنظائر» لمؤلفه مقاتل بن سليمان البلخي المتوفى سنة 150هـ وذكر فيه الكلمات التي اتحدت في اللفظ واختلفت دلالاتها حسب السياق في الآية الكريمة.
- وكذلك ظهرت دراسات تفسيرية لم تقتصر على الجوانب اللغوية بل جمعت بين الآيات التي تربطها رابطة واحدة أو تدخل تحت عنوان معين، كالناسخ والمنسوخ لأبي عبيد القاسم بن سلام التوفي سنة 224هـ ولازال هذا الخط مستمر إلى يومنا هذا.
- وقد توجهت أنظار الباحثين إلى هدايات القرآن الكريم حول معطيات الحضارات المعاصرة وظهور المذاهب والاتجاهات الاقتصادية والاجتماعية، والعلوم الكونية والطبيعية.[10]

## مظاهر وجود هذا اللون من التفسير منذ العهد النبوى
- تفسير القرآن بالقرآن:

وهو لب التفسير الموضوعى وأعلى ثمراته، روى البخاري أن رسول الله -صلى الله عليه وسلم- فسر مفاتح الغيب في قوله تـعـالـى: ((وعِندَهُ مَفَاتِحُ الغَيْبِ لا يَعْلَمُهَا إلاَّ هُوَ))[الأنعام 59] ، فـقــــال: مفاتح الغيب خـمـســة: ((إنَّ اللَّهَ عِندَهُ عِلْمُ السَّاعَةِ ويُنَزِّلُ الغَيْثَ ويَعْلَمُ مَا فِي الأَرْحَامِ ومَا تَدْرِي نَفْسٌ مَّاذَا تَكْسِبُ غَداً ومَا تَدْرِي نَفْسٌ بِأَيِّ أَرْضٍ تَمُوتُ إنَّ اللَّهَ عَلِيمٌ خَبِيرٌ)) [لقمان 34].
- جمع الصحابة للآيات القرآنية التي يظن بينها تعارض.
- آيات الأحكام التي يجمعها الفقهاء في كل باب من أبواب الفقه.
- نشأة علم الأشباه والنظائر في تتبع اللفظة القرآنية.
- الدراسات المتخصصة في علوم القرآن.

## أهمية التفسير الموضوعى[11]
- ابراز الوحدة الموضوعية لسور القرآن الكريم وما يتعلق بها من علوم.
- اظهار اللطائف والهدايات من خلال النظرة الكلية للسورة.
- معالجة كثير من القضايا المعاصرة من منطلق قرآنى.
- إظهار حيوية وواقعية القرآن الكريم حيث إنه يصلح لكل زمان ومكان فلا ينظر الباحثون إلى موضوعات القرآن على أنها موضوعات قديمة نزلت قبل خمسة عشر قرنا، وإنما يعرضونها في صورة علمية واقعية تناقش قضايا ومشكلات حية.
- التفسير الموضوعي أساس تأصيل الدراسات القرآنية وعرضها أمام الباحثين عرضاً قرآنياً منهجياً وتصويب هذه الدراسات وحسن تخليصها مما طرأ عليها من مشارب وأفكار غير قرآنية.

## علاقة التفسير الموضوعى بالتفسير التحليلي
إن كلا النوعين من التفسير ـ الموضعي (التحليلي) والموضوعي ـ مرحلتان متكاملتان، وخطوتان متتابعتان متدرجتان لا يجوز أن نخطو الخطوة الثانية، بمعزل عن الأولى، ولا يجوز أن نصل إلى المرحلة الثانية دون تحصيل المرحلة الأولى

## ألوان التفسير الموضوعى[13]

### التفسير الموضوعي للمصطلح القرآني
ويكون بتتبع لفظة من كلمات القرآن الكريم وجمع الآيات التي ترد فيها أو مشتقاتها من مادتها، ثم استنباط دلالتها من خلال استعمال القرآن لها.

### موضوعات القرآن الكريم
يتم من خلاله بحث وجهة نظر قرآنية لموضوع معين، وباستعراض أساليب القرآن في عرضه وتحليله ومناقشته تستنبط الهدايات.

### موضوعات السور القرآنية
يكون بدراسة موضوع السورة ومحورها الأساسى أو مناقشة أهدافها المتعدده للوصول إلى هداياتها.

## خصائص التفسير الموضوعى
- مصدر أساسى لتفسير للقرآن بالقرآن.
- مرتبط بموضوع معين من موضوعات القرآن ولايناقش أي موضوع لم يرد فيه.
- يعتمد على عمق النظر في دلالات الآيات المتباعدة في الموضوع الواحد وسياقاتها المتعددة أيضا للاستهداء.
- يناقش الواقع بطريقة معاصرة من خلال وجهة النظر القرآنية.[14]

## طريقة البحث في التفسير الموضوعي[15]
الخطوات المرحلية المتدرجة للبحث في التفسير الموضوعي لسورة واحدة

### أولًا: بين يدي السورة
تذكر في هذه المقدمة الأمور التالية:
أ- اسم السورة أو أسماؤها إن كان لها أكثر من اسم.
ب- فضائل السورة إن وجدت.
ج- مكية السورة أو مدنيتها.
د- عدد آيات السورة والاختلاف بين القراء في العد وسببه.
هـ- محور السورة (المحور هو: الأمر الجامع الذي يجمع موضوعات السورة وجزئياتها في نسق واحد).
و- المناسبات في السورة، وأهمها الأنواع الستة
1- المناسبة بين اسم السورة ومحورها.
2- المناسبة بين افتتاحية السورة وخاتمتها.
3- المناسبة بين افتتاحية السورة وخاتمة ما قبلها.
4- المناسبة بين مقاطع السورة ومحورها.
5- المناسبة بين مقاطع السورة بعضها مع بعض.
6- المناسبة بين مضمون السورة ومضمون ما قبلها.

### ثانيًا: التفسير الإجمالي للمقطع
يفسر كل مقطع بعد وضع عنوان له تفسيرا إجماليا يراعى فيه الأسلوب الأمثل في تفسير القرآن، وهو:
أ. تفسير القرآن بالقرآن والإشارة إلى الأيات التي لها علاقة مباشرة بالمقطع.
ب. تفسير المقطع بالأحاديث النبوية الشريفة التي تلقي ضوءًا على ذلك.
ج. تجتنب القضايا اللغوية أو البلاغية.
و. عدم تكرار الموضوعات في بعض مقاطع السور كالقصص وغيرها.
ز. الربط بين هدايات الايات وواقع الأمة، والرد على الشبهات التي تثار حول القرآن الكريم والسنة النبوية، وعظمة التشريعات الإسلامية وصلاحيتها لكل زمان ومكان.
ح. الاقتصار على الحقائق العلمية عند تفسير الآيات الكونية وتجنب النظريات العلمية.
كل ذلك من خلال الإطلاع على تفسير السور في أمهات الكتب والجمع بينها في عبارات مختصرة توضح المعنى اجماليا.

### ثالثا: الهدايات المستنبطة من المقطع
أ. القضايا العقدية.
ب. الأحكام الشرعية.
ج. الأخلاق الإسلامية والآداب الشرعية.
د. الجوانب التربوية.

## من التفاسير الموضوعية
- موسوعة التفسير الموضوعى للقرآن الكريم.[16]
- التفسير الموضوعى للفاتحة وقصار المفصل[17]
- التفسير الموضوعي للشيخ جوادي الآملي.
- في ظلال القرآن (يتضمن دراسة موضوعية للسور).
- تدبر القرآن لأمين أحسن إصلاحي.
- التفسير المقاصدي لسور القرآن الكريم في ظلال القرآن[18]
- التفسير الموضوعي للقرآن الكريم [19]
- شذرات من التفسير الموضوعي للقرآن الكريم [20]
- موسوعة التفسير الموضوعي للقرآن الكريم وموسوعة أحكام القرآن [21]

## دراسات حول التفسير الموضوعى
- كتاب مباحث في التفسير الموضوعي [22]
- منهج التفسير الموضوعي في أبحاث التفسير والإعجاز العلمي في القرآن الكريم [23]
- منهج التفسير الموضوعي للقرآن الكريم دراسة نقدية[24]
- منهج التفسير الموضوعي في رد القراءات الحداثية للقرآن الكريم محمد أركون أنموذجا[25]
- التفسير الموضوعي للقرآن الكريم مجالاته ومنهجية[26]
- التفسير الموضوعي: التأصيل والتمثيل.للأستاذ الدكتور زيد عمر عبد الله العيص.
- بحث الدكتور عبد السلام اللوح بعنوان (وقفات مع نظرية التفسير الموضوعي)
- التفسير الموضوعي بين النظرية والتطبيق للأستاذ الدكتور صلاح الخالدي